# Mercury-Atlas 7
Mercury-Atlas 7 (MA-7) est la quatrième mission spatiale habitée des États-Unis. Elle fait partie du programme Mercury.
Lancée le 24 mai 1962, elle est pilotée par l'astronaute Scott Carpenter, qui réalise aussi trois orbites autour de la Terre.
La capsule, baptisée Aurora 7, est lancée par un lanceur Atlas LV-3B depuis la base de lancement de Cap Canaveral.

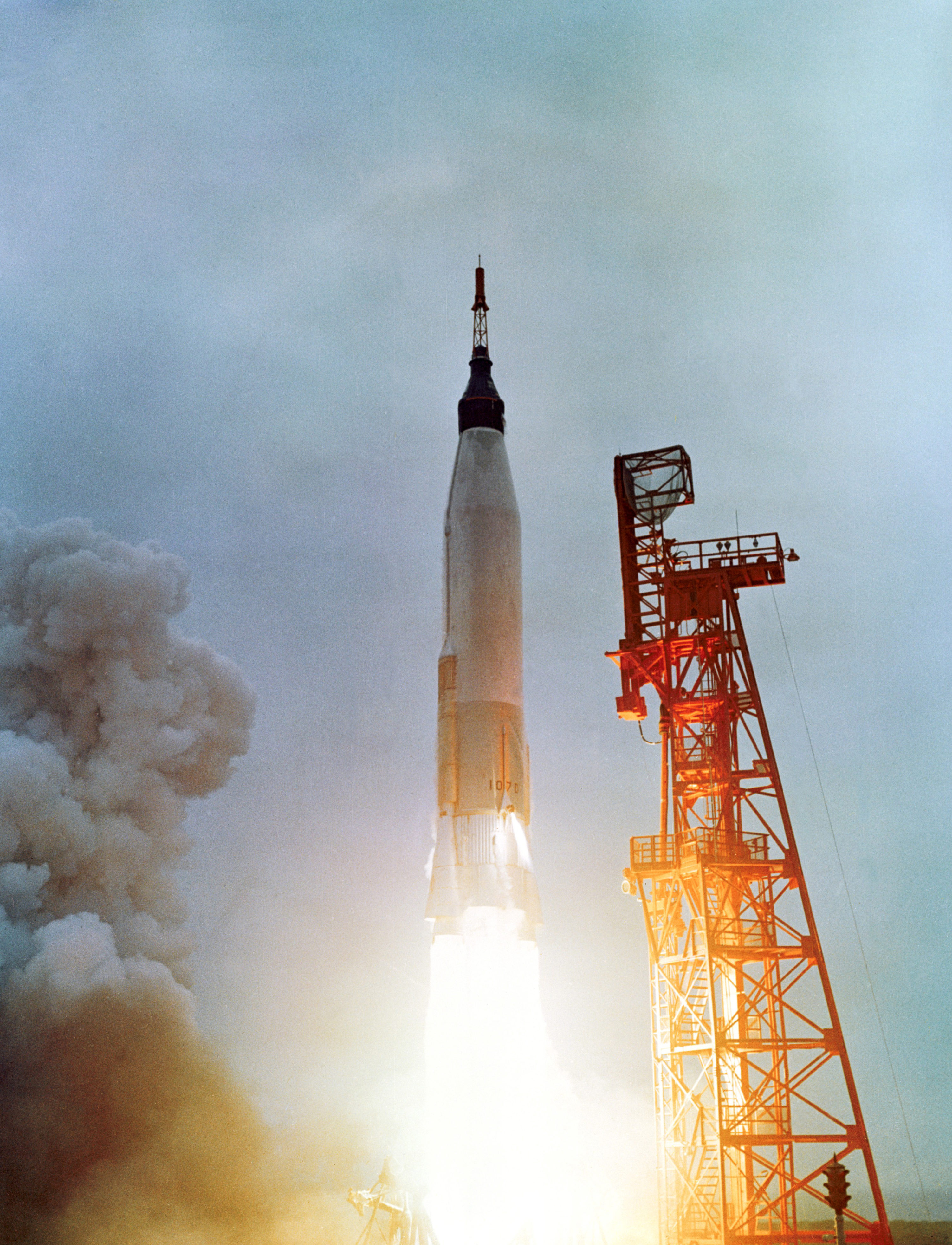
Le lancement de la capsule MA-7.
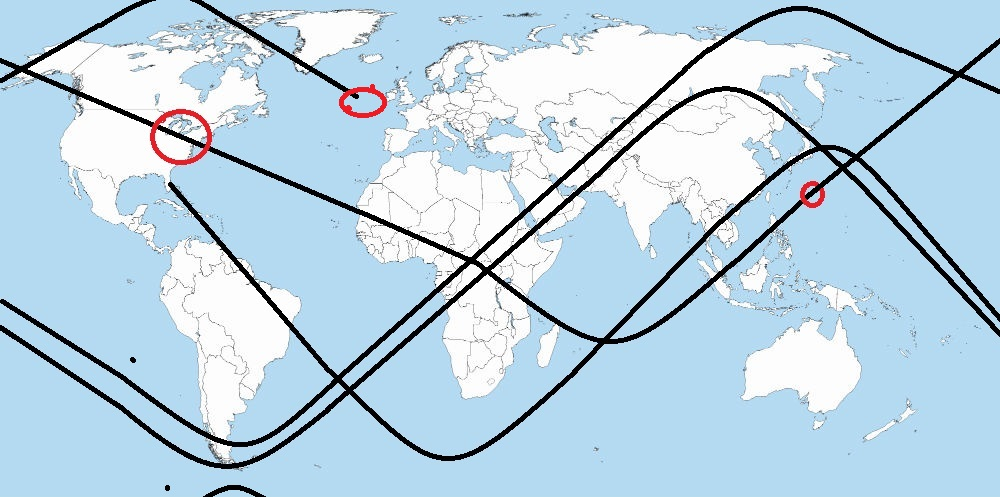
Les orbites réalisés.
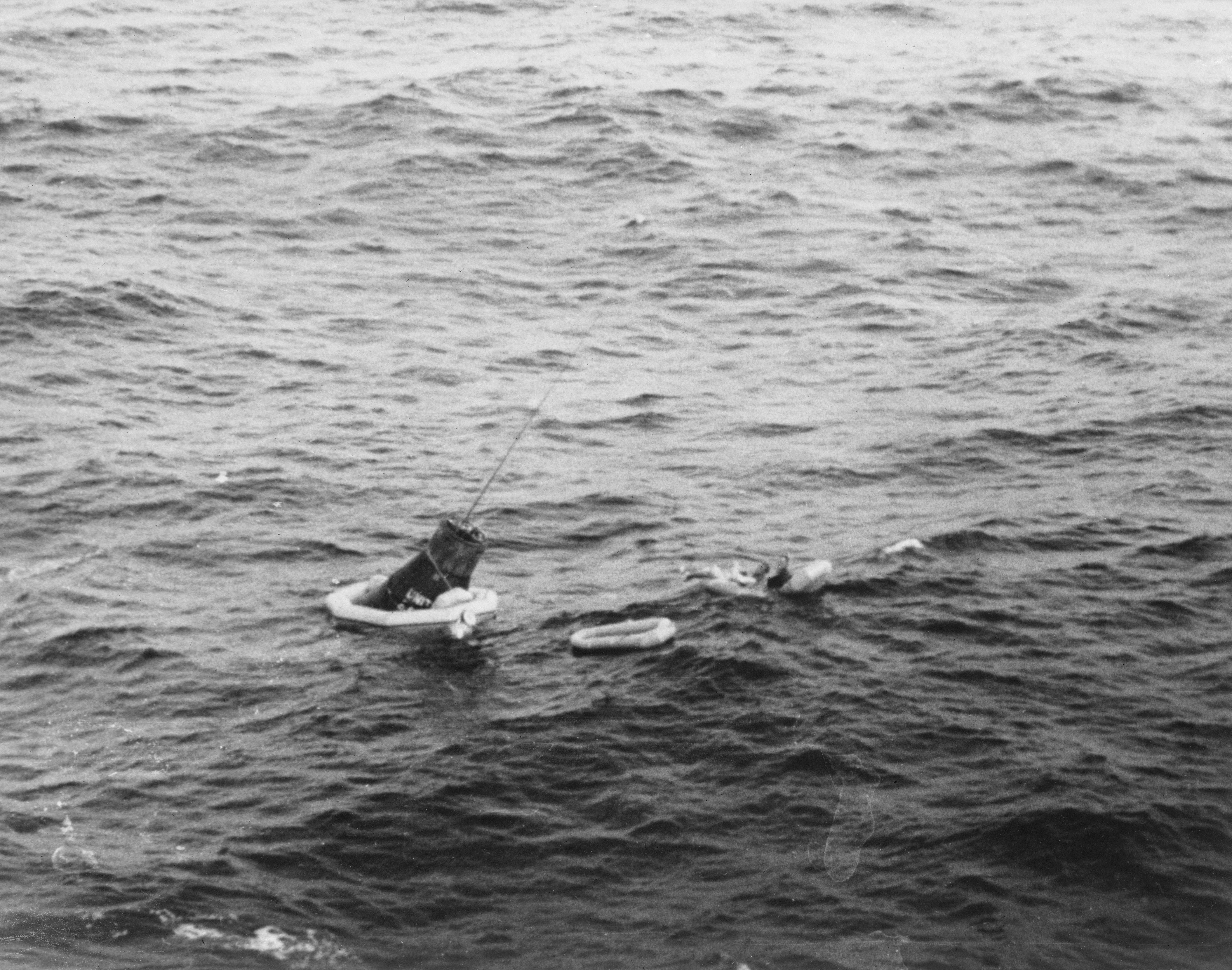
La récupération de la capsule Aurora 7.